# Andromède II
Ne doit pas être confondu avec 2 Andromedae.
Andromède II est une galaxie naine sphéroïdale qui fait partie de notre Groupe local. Elle fut découverte par Sidney van den Bergh en 1972 en même temps que les galaxies Andromeda I, III et IV lors de l'observation avec des plaques photographiques sur le télescope de Schmidt Samuel-Oschin.
Distante de près de 2,3 millions d’années-lumière du système solaire, Andromeda II est située entre la Galaxie d'Andromède et la Galaxie du Triangle et il est difficile de dire de laquelle elle est une satellite.

## Observations spectrales
En utilisant le télescope Keck, Côté et al. observèrent en 1999 sept étoiles, dont Andromède II. À partir de ces données, ils calculèrent une vitesse moyenne Vr de -188 ± 3 km/s et une dispersion de vitesse de 9.2 ± 2.6 km/s. Cela engendre un ratio masse / lumière M/Lv de 21+14
−10 unités solaires, impliquant que cette galaxie contient une quanntité significative de matière noire. De plus, en 1999, Côté, Oke, & Cohen utilisèrent le Keck pour la mesure du spectre de 42 géantes rouges. De cela, ils en déduirent une metallicité moyenne de <[Fe/H]> = −1.47 ± 0.19 et une dispersion de 0.35 ± 0.10 dex.
En 1999, Da Costa et al. étudièrent le diagramme couleur-magnitude d'Andromède II (And II) et découvrirent que la plupart de ses étoiles avaient des âges compris entre 6 et 9 milliards d'années. Cependant, l'observation des variables RR Lyrae et des étoiles de la branche horizontale bleue démontra l'existence d'un segment de population avec un âge supérieur à 10 milliards d'années. And II différa d'And I en ce qu'elle ne montra pas de gradient radial dans la morphologie de la branche horizontale. De plus, la dispersion en abondance fut nettement plus grande dans And II par rapport à And I. Cela implique que ces deux compagnons sphéroïdaux nains de la galaxie d'Andromède ont eu des histoires d'évolution très différentes. Cela soulève la question de l'existence d'une corrélation entre un gradient radial de la branche horizontale et la dispersion en métallicité entre les galaxies naines sphéroïdales.